# Галлетт (Оклахома)
Галлетт (англ. Hallett) — місто (англ. town) в США, в окрузі Поні штату Оклахома. Населення — 105 осіб (2020).

## Географія
Галлетт розташований за координатами 36°13′54″ пн. ш. 96°34′4″ зх. д. / 36.23167° пн. ш. 96.56778° зх. д. (36.231561, -96.567845).  За даними Бюро перепису населення США в 2010 році місто мало площу 2,30 км², уся площа — суходіл.

## Демографія
Згідно з переписом 2010 року, у місті мешкало 125 осіб у 49 домогосподарствах у складі 37 родин. Густота населення становила 54 особи/км².  Було 65 помешкань (28/км²).
Расовий склад населення:
| - 88,8 % — білих - 4,8 % — корінних американців |

До двох чи більше рас належало 6,4 %. Частка іспаномовних становила 1,6 % від усіх жителів.
За віковим діапазоном населення розподілялося таким чином: 21,6 % — особи молодші 18 років, 60,8 % — особи у віці 18—64 років, 17,6 % — особи у віці 65 років та старші. Медіана віку мешканця становила 47,5 року. На 100 осіб жіночої статі у місті припадало 95,3 чоловіків;  на 100 жінок у віці від 18 років та старших — 100,0 чоловіків також старших 18 років.
Середній дохід на одне домашнє господарство  становив 46 214 долари США (медіана — 28 750), а середній дохід на одну сім'ю — 53 052 долари (медіана — 29 375). За межею бідності перебувало 23,0 % осіб, у тому числі 37,9 % дітей у віці до 18 років та 6,3 % осіб у віці 65 років та старших.
Цивільне працевлаштоване населення становило 46 осіб. Основні галузі зайнятості: сільське господарство, лісництво, риболовля — 30,4 %, транспорт — 17,4 %, освіта, охорона здоров'я та соціальна допомога — 17,4 %.